# Germán Medina Acosta
Germán Medina Acosta (Bogotá, 25 de febrero de 1958) es un religioso católico, teólogo, psicólogo, formador y profesor colombiano. 
Ordenado sacerdote en el año 1983 para la Arquidiócesis de Bogotá, en la cual ha ejercido todo su sacerdocio. 
El 11 de julio de 2021 fue nombrado por el Papa Francisco como Obispo Titular de Aradi y Obispo Auxiliar de Bogotá. Fue ordenado obispo el 14 de agosto de 2021.
Actualmente es el Obispo de la Diócesis de Engativá desde el 29 de junio de 2024 y es el Secretario General de la CEC desde el 2 de julio de 2024.

## Biografía
Germán nació el 25 de febrero de 1958, en la ciudad colombiana de Bogotá. Hijo del matrimonio de Manuel Antonio Medina y Marina Acosta.
Realizó su formación secundaria en el Seminario Menor de Bogotá (1975) y los de Filosofía (1978) y Teología (1982) en el Seminario Mayor de Bogotá. 
Tras realizar estudios en la Pontificia Universidad Javeriana, en 1989 obtuvo la licenciatura en Teología. Posteriormente, en 1996 obtuvo una maestría en Psicología Comunitaria, en la misma universidad. En 1998 consiguió una especialización en Ética y Pedagogía de Valores, dentro de la misma casa de estudios.
En 2002 obtuvo el doctorado en Teología, por la Universidad Pontificia Salesiana.

### Sacerdocio
Su ordenación sacerdotal fue el 11 de junio de 1983, a manos del cardenal-arzobispo Aníbal Muñoz Duque; incardinándose en la arquidiócesis de Bogotá.
Inició su servicio pastoral como vicario parroquial en Nuestra Señora del Ave María (1983). Miembro del equipo de directores del Seminario Menor de Bogotá (1984). Coordinador del equipo arquidiocesano de Pastoral Juvenil (1985). Capellán en el Colegio del Rosario (1986). Primer capellán en la Universidad Nacional y párroco en los Santos Ángeles Custodios (1996). Arcipreste del Arciprestazgo N° 1.3 (1999). Miembro del equipo de formadores del Seminario Mayor (2002). Miembro del Consejo del Diaconado Permanente (2003). Miembro del Consejo Presbiteral (2008).
Se desempeñó como Rector del Seminario Mayor de San José (2010). Miembro del Consejo Presbiteral (2014). Párroco en San Juan de Ávila (2015). Miembro del Consejo Presbiteral – en representación de la Vicaría Episcopal Territorial de San Pedro y animador del equipo arquidiocesano para la formación permanente (2016).  Ratificado como miembro del Colegio de Consultores, nombrado vicario episcopal territorial de San Pedro y vicario general de la arquidiócesis de Bogotá desde el mes de junio de (2017).

## Episcopado
El 11 de julio de 2021 fue nombrado por el Papa Francisco como Obispo Titular de Aradi y Obispo Auxiliar de Bogotá. Fue ordenado obispo el 14 de agosto del mismo año y tomando posesión de su cargo.
El 29 de junio de 2024 fue nombrado por el Papa Francisco como Obispo de la Diócesis de Engativá y tomando posesión el 23 de agosto de 2024, Actualmente en el cargo.
El 2 de julio de 2024 fue elegido como Secretario General de la CEC durante el periodo (2024 - 2027), actualmente en el cargo.